# 雷巴利切
雷巴利切（羅馬化：Rybal'che）是位於烏克蘭南部的村莊，由赫爾松州斯卡多夫斯克區的丘拉基夫卡市鎮負責管轄。該村面積0.9平方公里，海拔高度1米，2001年人口967，人口密度每平方公里1,074.4人。